# Брати Чудновські
Давид Вольфович Чудновський (нар. 22 січня 1947, Київ) і Григорій Вольфович Чудновський (нар. 17 квітня 1952, Київ) — американські математики та інженери українсько-єврейського походження, відомі своїми світовими рекордами математичних розрахунків і розробкою алгоритму Чудновських, який використовувався для обчислення цифр числа π з надзвичайною точністю.

## Кар'єра в математиці
У дитинстві батько Вольф Григорович Чудновський, радянсько-український професор технічних наук, подарував Григорію Чудновському книжку «Що таке математика?». Хлопець вирішив, що хоче бути математиком. Бувши старшокласником, розв'язав десяту проблему Гільберта, незабаром після того, як її розв'язав Юрій Матіясевич. 1974 року отримав диплом математика Київського державного університету, а наступного року в Інституті математики Національної академії наук України захистив ступінь кандидата наук.
Частково, щоб уникнути релігійних переслідувань і частково в пошуках кращої медичної допомоги для Григорія, в якого діагностували міастенію, 1976 року сім'я Чудновських подала заяву на дозвіл емігрувати з Радянського Союзу. Попри те, що КДБ переслідував родину за спробу виїхати з країни, за допомогою сенатора США Генрі Мартіна Джексона та математика Едвіна Г'юїта брати зрештою змогли емігрувати.
У статті 1992 року в The New Yorker цитується думка кількох математиків про те, що Григорій Чудновський був одним з найкращих математиків світу, які живуть нині. Давид Чудновський тісно співпрацює зі своїм братом Григорієм і допомагає йому.
Попри досягнення та увагу, яку привернув їхній профіль у The New Yorker, брати Чудновські десятиліттями працювали наодинці. У статті Карен Аренсон 1997 року в The New York Times висунуто теорію, що це сталося через певну комбінацію відсутності спеціалізації у братів (вони працювали над такими темами, як теорія чисел, прикладна фізика та комп'ютери), захворювання Григорія, їхня відмова залишити Нью-Йорк та їхнє наполягання на тому, щоб їх найняли разом. Влітку 1997 року їх найняли професорами Політехнічного університету в Брукліні після того, як президент округу Говард Голден допоміг знайти кошти на їхні зарплати.
Брати Чудновські в різний час володіли рекордами з обчислення π до найбільшої кількості розрядів, включаючи два мільярди цифр на початку 1990-х років на суперкомп'ютері (який отримав назву «m-zero») у своїй квартирі на Мангеттені. 1987 року брати Чудновські розробили алгоритм (тепер його називають алгоритмом Чудновських), який вони використовували для побиття кількох рекордів обчислень π. Нині цей алгоритм використовує для обчислення π Mathematica та інші, хто досяг світових рекордів у цьому напрямку.
У 2003 році брати також допомагали Музею мистецтва Метрополітен в об'єднанні серії цифрових фотографій гобеленів «Полювання на єдинорога», зроблених під час їх чищення. У науковій програмі PBS «Нова», яку вів Роберт Крульвіч, вийшла програма, що описувала труднощі фотографування гобеленів і математичні розрахунки, які використовувалися для їх виправлення.
Пізніше брати стали почесними професорами промисловості в Інженерній школі Тандон Нью-Йоркського університету, де вони досліджують ізоморфізм графів. 1981 року Григорія нагороджено стипендією Макартура (також відомою як «Грант генія»).